# Генка Шикерова
Генка Боянова Шикерова (на английски: Genka Boyanova Shikerova) е българска разследваща журналистка, репортер, телевизионна водеща и университетски преподавател. Тя е известна с работата си в каналите Нова телевизия, Канал 3 и bTV и с редица документални и разследващи материали, които са ѝ донесли обществени признания и награди. От 2020 г. работи като разследващ журналист в българската секция на Свободна Европа (Radio Free Europe/Radio Liberty). Шикерова е автор и водещ на предаването „Алтернативата“ и има докторска степен по журналистика, като преподава разследваща журналистика в Нов български университет.

## Биография
Генка Шикерова е родена на 9 юни 1978 година в град Панагюрище, България. Завършва журналистика в СУ „Св. Климент Охридски“. Професионалната си кариера започва като репортер във вестник „Континент“, а след това работи в Нова телевизия и Канал 3. През 2001 година става репортер на bTV в новинарската емисия bTV новините. Репортер е във втория сезон на риалити шоуто „Сървайвър“ и участва в третия сезон на екстремното шоу „Форт Бояр“ (2010).
Генка Шикерова е режисьор на документалния филм „Бетонни градини“ (България, 2009).
През септември 2013 г. влиза в ново амплоа и става водещ на сутрешния блок на медията – „Тази сутрин“, като си партнира с колегата си Константин Караджов.
В периода 2016 г. – 2019 г. работи в Нова телевизия като водеща и автор на разследващи материали. След като през 2019 г. телевизията отказва да излъчи нейното разследване „Война за труповете“, Шикерова напуска Нова телевизия; с подкрепата на Антикорупционния фонд материалът е публикуван в интернет и разкрива, че Българската агенция по безопасност на храните е похарчила около 30 млн. лв. за изгаряне на животински трупове чрез мобилни инсинератори с малък капацитет. От 2020 г. тя се присъединява към българската редакция на Свободна Европа като разследващ журналист.

### Инциденти с подпалени автомобили
Генка Шикерова става обект на два умишлени палежа на автомобили. На 17 септември 2013 г. личният ѝ автомобил „Пежо 308“ се запалва пред дома ѝ в софийския квартал „Гео Милев“ около 20:30 ч.; журналистката потвърждава пред bTV, че автомобилът е запален умишлено и е изгорял напълно. На 2 април 2014 г. (половин година по‑късно) неизвестни отново подпалват служебната ѝ кола. Пожарът избухва около полунощ, първият сигнал на телефон 112 е подаден четири минути след полунощ, а съседи виждат огъня и се опитват да помогнат; возилото изгаря напълно. Шикерова и ръководителят на Столичната дирекция на МВР заявяват, че става въпрос за умишлен палеж, вероятно свързан с работата ѝ като журналист.

### Подкаст
От 2023 г. Генка Шикерова е съавтор и водещ на независимия подкаст „Дневен ред с Миролюба Бенатова и Генка Шикерова“, заедно с журналистката Миролюба Бенатова. Подкастът се излъчва регулярно в аудио и видео формат през платформи като YouTube, Spotify и Apple Podcasts. Съдържанието включва политически анализи, обществени дискусии и интервюта по актуални теми от публичния и политическия живот на България. Поради критичния и задълбочен подход на водещите, подкастът се утвърждава като авторитетен и значим източник на независима журналистика в страната.

## Разследвания и награди
Генка Шикерова е позната с редица мащабни разследвания, които поставят на дневен ред проблеми като злоупотреба с публични средства, корупционни схеми и нарушаване на правата на гражданите. Тя многократно печели най‑престижните български журналистически отличия.

### Награди „Валя Крушкина – журналистика за хората“
- През 2016 г. Шикерова получава голямата награда „Валя Крушкина – журналистика за хората“ за три свои репортажа.[12] Първият е от събитията в Турция, включително драматични кадри от акцията на полицията за затваряне на радио „Йозгюр“ на 4.10.2016 г. Вторият е „Режим на спешност“ на тема проблемите в Спешна помощ, а третият е „Бизнесът с мигрантите“, посветен на проблемите във и около бежанските лагери.
- През 2018 г. е отличена за разследването „До кого стигнаха парите за Хитрино?“ относно разпределението на помощите за пострадалите от жп инцидента в Хитрино, както и за материала „В мътни води“, в който разкрива как политици и техни роднини строят частни водноелектрически централи в речни корита.[13]

### Награди на фондация „Радостина Константинова“
- 2016 г. — получава награда за разследванията си за завишени цени на храни за бежанци, нарушения в Центъра за спешна медицинска помощ и отразяването на събитията в Турция.[14]
- 2020 г. — фондацията ѝ присъжда голямата награда за разследването „Война за труповете“, което разкрива, че Българската агенция по безопасност на храните е похарчила около 30 млн. лв. за унищожаване на животински трупове чрез мобилни инсинератори; разследването първоначално е отхвърлено от Нова телевизия и е публикувано с помощта на Антикорупционния фонд.[14]
- 2023 г. — за трети път получава награда от фондацията за разследването „Бизнесът иска тишина“, което проследява начина, по който бизнесменът Георги Гергов придобива контрола върху панаира в Пловдив.[14]

### Награда „Човек на годината“
През 2019 г. Българският хелзинкски комитет присъжда наградата „Човек на годината“ на Генка Шикерова, Полина Паунова и Силвия Великова за защита на свободата на словото. Шикерова е отличена за разследването „Война за труповете“, разкриващо договори за милиони левове, сключени от фирма, близка до премиера, за изгаряне на животински трупове.